# Rivetina baetica
Rivetina baetica es una especie pequeña de mantis de la familia Mantidae. Es una especie típicamente litoral, endémica de las regiones más meridionales de España y Portugal.

## Descripción
Estas mantis no superan los cuatro o cinco centímetros de longitud. Son de colores pardos, amarillentos o grisáceos lo que les ayuda a camuflarse en sus hábitats preferidos, las zonas áridas de poca vegetación.
Como en la mayoría de las mantis, hay dimorfismo sexual. Por un lado, los machos poseen alas largas y tegminas hasta el final del abdomen; mientras que las hembras braquípteras, es decir, sus alas no llegan a cubrir su abdomen. Ambos tienen el pronoto alargado y finamente aserrado en el borde. Las patas raptoras son gráciles y están provistas de una mancha interior.

## Ciclo de vida y ecología
Los adultos aparecen entre mayo y noviembre, dando inicio al periodo de mayor actividad de esta especie, cuando se alcanza la madurez sexual. Tras el apareamiento, las hembras depositan los huevos en el suelo. Al contrario que otros mántidos, esta especie parece que construye sus ootecas en el suelo, ente piedras sueltas y o suelos blandos. La hembra hace un agujero en el suelo en donde desova una vez al año y luego lo cubre. La eclosión se produce en el otoño, y pasarán el invierno en forma de larvas en sus primeros estadios. Las ninfas en un mes y medio alcanzan su madurez sexual.

## Hábitat y distribución
Esta especie se encuentra en el paleártico: la Europa meridional, el norte de África y el occidente de Asia. Es abundante en  la mitad Sur Peninsular, en zonas de litoral mediterráneo. Aparece especialmente en dunas de playas o lugares muy secos, fuertemente insolados pero también se pueden encontrar hasta los 1650 m de altitud. Habita preferentemente zonas de matorral bajo de tipo mediterráneo.

## Etimología
Rivetina: se puso en honor al dr. Rivet, quien fue el primero en descubrirla en Macedonia (Grecia).
baetica: región de Andalucía en la España romana.